# 毛里齐奥·斯泰卡
毛里齐奥·斯泰卡（義大利語：Maurizio Stecca，1963年3月9日—），意大利男子拳击运动员。他曾代表意大利参加1984年夏季奥林匹克运动会拳击比赛，获得男子雏量级金牌。